# Attackstyrka Shantipole
Attackstyrka Shantipole är ett tillbehör till Stjärnornas krig - rollspelet, utgivet av Äventyrsspel 1989 som översatt West End Games Strikeforce Shantipole.
I äventyret ska rollpersonerna rädda en högt uppsatt officer i Alliansen och skydda en hemlig rymdbas där en ny variant av B-vingen håller på att konstrueras.